# Marseilleviridae
Famille
Genres de rang inférieur
- Losannavirus
- Marseillevirus

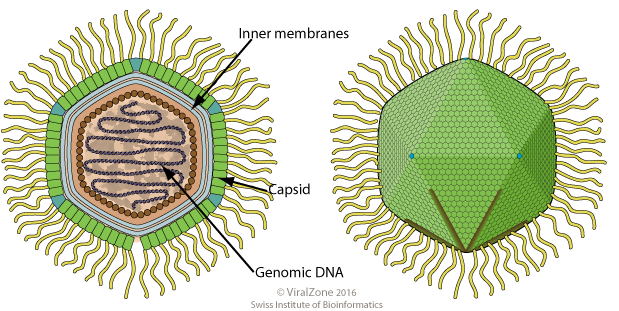
La forme typique des virions des Marseilleviridae est en principe similaire à celle des Mimiviridae.

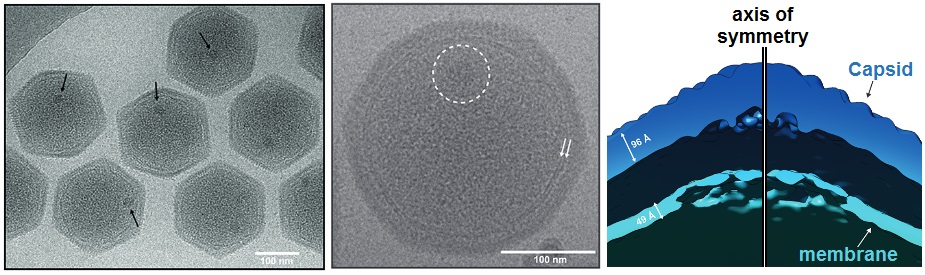
À gauche et au milieu : Images de virions cryocongelés du Melbournevirus (famille des Marseilleviridae). À droite : Image agrandie de la structure près du vertex.

Marseilleviridae est une famille  de virus géants décrite en 2012. Le génome de ces virus est de l'ADN double brins.
Des amibes en sont souvent les hôtes mais il existe des preuves de leur découverte parmi des humains,,,. 
En 2024, le Comité international de taxonomie des virus reconnaît quatre espèces de cette famille divisés en deux genres : Losannavirus et Marseillevirus.

## Taxonomie
Basée sur la taxonomie du  Comité Internationale de Taxonomie des Virus :
- Famille Marseilleviridae (Philippe Colson et al., 2012)
  - Genre Marseillevirus (Mickaël Boyer & Natalya Yutin, 2012)
    - Marseillevirus massiliense
    - Marseillevirus senegalensis
    - Tokyovirus[7]
    - Marseillevirus sp. 'Melbournevirus'[8]

  - Genre Lausannavirus[9],[10]
    - Losannavirus lausannense
    - Losannavirus tunisense

  - non assignés :
    - Cannes 8 Virus[11]
    - Port-Miou virus[12]
    - Noumeavirus[13]